# Barragem Sobradinho
Barragem Sobradinho är en dammbyggnad i Brasilien.   Den ligger i kommunen Casa Nova och delstaten Bahia, i den östra delen av landet, 1 000 km nordost om huvudstaden Brasília. Barragem Sobradinho ligger 385 meter över havet.
Terrängen runt Barragem Sobradinho är platt, och sluttar österut. Runt Barragem Sobradinho är det glesbefolkat, med 16 invånare per kvadratkilometer..
Trakten runt Barragem Sobradinho består i huvudsak av gräsmarker.